# Andrea De Jorio

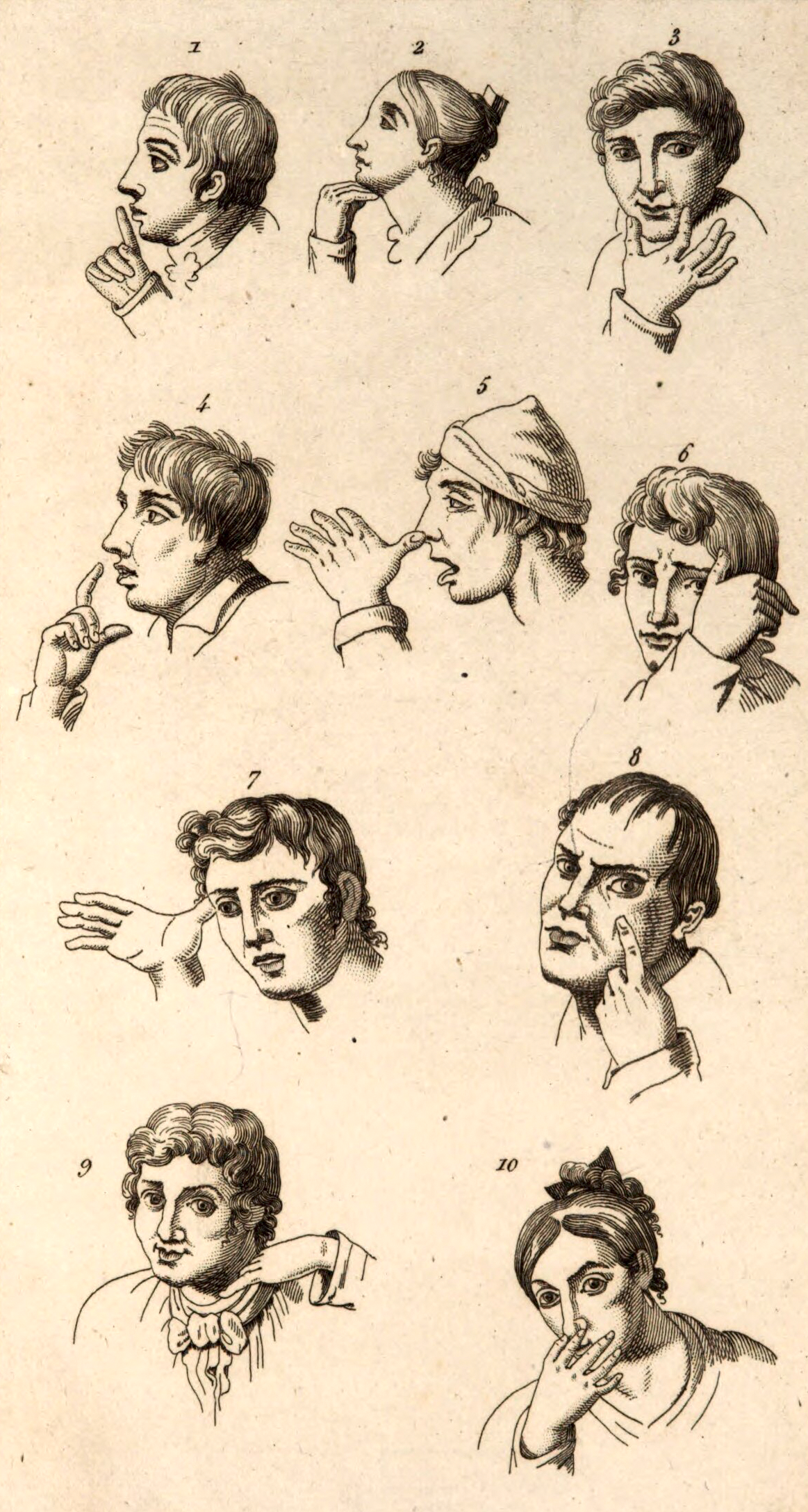
Tábua 21 de "La mimica degli antichi investigata nel gestire napoletano" por Andrea de Jorio

Andrea De Jorio (Ischia, 1769 — Nápoles, 1851) foi um antiquário e arqueólogo italiano, reconhecido como o primeiro etnógrafo a estudar a linguagem corporal em sua obra La mimica degli antichi investigata nel gestire napoletano, de 1832, que ainda hoje é bastante citada, estudada e criticada.
Nascido na ilha de Ischia, no Golfo de Nápoles, De Jorio tornou-se cônego da Catedral de Nápoles, um respeitado arqueólogo nas condições de seu tempo, e curador do que foi o predecessor do Museu Arqueológico Nacional, de Nápoles. Escreveu extensivamente sobre as então recentemente descobertas antiquidades escavadas nas ruínas de Pompeia, Herculano e em Cumas. As análises que fez dos afrescos das duas primeiras fizeram-no reconhecer gestos ainda usuais na moderna Nápoles, destacando essa continuidade cultural em sua obra, fato esse modernamente considerado duvidoso.